# Jean-Claude André
 (juin 2025).
Jean-Claude André  né le 28 août 1946 à Paris, est un météo-climatologue français.

## Parcours
Ancien élève de l’École Polytechnique (promotion1965). Chercheur au sein de l’Établissement d’Études et de Recherches Météorologiques (EERM/Paris, 1970-82), au National Center for Atmospheric Research (Boulder/USA, 1971-72), et à Oregon State University (Corvallis/USA, 1980-81). Doctorat d’État ès Sciences physiques en 1976.
Il devient en 1982 le premier directeur du Centre National de Recherches Météorologiques (CNRM, Toulouse), poste occupé jusqu’en fin 1994. De 1995 à 2010, Directeur du Centre Européen de Recherche et de Formation Avancée en Calcul Scientifique (CERFACS, Toulouse). Depuis cette date Ingénieur Général des Eaux et Forêts en retraite.
Il a été Maître de conférences de mécanique à l’École Polytechnique (temps partiel, 1976-90), et Professeur de physique à l’École Nationale Supérieure de l'Aéronautique et de l'Espace (vacataire, 1988-92).
Élu à l'Académie des sciences, correspondant de la section Sciences de l'univers, en 1990, il est aussi membre fondateur de l’Académie des technologies (2000).

## Œuvre scientifique
Les travaux scientifiques de Jean-Claude André concernent quatre sujets principaux.
Au cours de la première moitié des années 70, il a tout d’abord travaillé sur l’irréversibilité de la turbulence homogène et isotrope et a proposé la première formulation théorique de la forme du coefficient d’amortissement turbulent, par une méthode originale, qui sera indépendamment reprise et formalisée sous le nom de "théorie de renormalisation". Il a appliqué cette prise en compte de l’irréversibilité dans la formulation de méthodes dites "quasi-normale avec amortissement turbulent" (EDQNM, pour Eddy-Damped Quasi-Normal Model) avec l’école de Nice (U. Frisch et collaborateurs). Il a ensuite utilisé l’approximation EDQNM pour simuler avec réalisme la turbulence homogène et isotrope à 2 puis 3 dimensions, et, dans ce dernier cas, a montré le rôle de l’hélicité, travail novateur repris dix ans plus tard aux USA pour expliquer la dynamique de systèmes atmosphériques convectifs.
Il a ensuite, au cours de la seconde moitié des années 1970 et de la première moitié des années 1980, développé, sur la base d’idées déduites qualitativement de ses travaux antérieurs en théorie de la turbulence, une méthode de fermeture "en un point" au troisième ordre des équations de la turbulence, appelée approximation "clipping". Grâce à cette approximation, il a réalisé avec son équipe de recherche de l’EERM quelques « premières » : première simulation avec une méthode de fermeture en un point de la convection pénétrante ; puis applications ultérieures à de nombreuses situations de couche limite atmosphérique,, avec extension au cas nuageux. Ces résultats ont été abondamment cités dans la littérature internationale. Ces simulations au troisième ordre ont aussi été utilisées comme "laboratoire numérique pour développer et calibrer des méthodes plus simples, dites "paramétrisations", par exemple dans le cas de l’entraînement sommital de couche limite ou du développement de la couche limite nocturne. Profitant de son séjour à Oregon State University il a appliqué la méthode "clipping" à la simulation de l’océan superficiel, permettant d’une part la simulation du cycle diurne de la température de surface océanique, et d’autre part de développer et calibrer des méthodes plus simples (au second ordre), à l’origine de la prise en compte de la turbulence dans de nombreux modèles océaniques actuels.
À partir de la seconde moitié des années 1980, il s’est tourné progressivement vers les questions climatiques. Il a ainsi proposé une méthode originale utilisant la modélisation atmosphérique à moyenne échelle comme outil intégrateur pour estimer les flux (de chaleur, de vapeur d’eau) à l’interface sol-végétation-atmosphère à l’échelle de la maille d’un modèle climatique. En appui à ce travail de modélisation numérique, il a conçu, organisé et réalisé, dans le Sud-Ouest de la France, une campagne expérimentale internationale de grande envergure (F, GB, USA…), basée sur ce concept : HAPEX-MOBLHY 86 première d’une longue série de grandes campagnes météo-hydrologiques encore en cours dans le cadre du programme international GEWEX. Il a aussi, à la même époque, conçu et dirigé sur le terrain la campagne de mesures IAGO (Interactions Océan-Glace-Atmosphère) en Terre Adélie, destinée à qualifier l’influence des forts vents (vents catabatiques) qui affectent le pourtour du continent Antarctique : transfert méridien de chaleur, dislocation de la glace de mer, …
Enfin, depuis le milieu des années 1990, il s’est impliqué en soutien de ses équipes au développement de l’assimilation de données (en particulier océaniques) pour l’initialisation des modèles de prévision climatique à l’échelle saisonnière, tout comme à l’analyse d’événements climatiques extrêmes en particulier la vague de chaleur de l’été 2003 De façon plus générale il encadre et anime de nombreuses activités dans le domaine du calcul scientifique,, : méthodes de simulation avancée dans différents domaines (climat, aérodynamique, combustion), méthodes génériques de couplage de codes, logiciels pour l’assimilation de données, … Il est enfin très impliqué dans la réflexion et la prospective au niveau de nombreux contrats européens traitant de simulation numérique.

## Autres responsabilités institutionnelles
- Membre des Conseils scientifiques de la Défense (1994-1997), d’Électricité de France (1996-2002), de la Direction de l’Énergie Nucléaire du CEA (2002-2018), du Centre Informatique National de l’Enseignement Supérieur, CINES (2003-2006), de la Fondation de Recherches pour l’Aéronautique et l’Espace (2005-2011), du Comité Stratégique du Calcul Intensif (2009-2013), de Réseau de Transport d’Électricité, RTE (2011-2015) ;
- Président des Conseils scientifiques de l’Institut Géographique National (1998-2001), du Programme "Gestion et Impacts du Changement Climatique" (1998-2005), du Centre National de Recherche Technologique "Aéronautique et Espace" (2002-2007), de l’ORAP "Organisation Associative sur le Parallélisme" (2005-2009), du Programme "Calcul intensif" de l’Agence Nationale pour la Recherche (2005-2007), de la Fondation d’Entreprise EADS (2007-2010) ;
- Membre du Comité consultatif de déontologie et d’éthique de l’Institut de Recherche pour le Développement (2005-2013) ;
- Président du Conseil d'administration du GIP (Groupement d'Intérêt Public) "MEDIAS-France" (1994-2006);
- Président de la Société météorologique de France (1995-1997);
- Secrétaire Exécutif du programme inter-organismes MERCATOR pour le développement de l’océanographie opérationnelle (1997-2001);
- Vice-président du Centre National de Recherche Technologique "Aéronautique et Espace" (2002-2007) ;
- Membre du Comité de Pilotage du RTRA (Réseau Thématique de Recherche Avancée) STAE "Sciences et Technologies pour l’Aéronautique et l’Espace" (2007-2017).

## Distinctions
- Prix Victor Raulin de l'Académie des sciences (1984) ;
- Membre Honoraire de la Société Européenne de Géophysique (1989) ;
- Membre de l'Academia Europaea (1992)[16] ;
- Médaille d'Honneur de l'Aéronautique (Bronze, 1993 ; Argent, 2000);
- Mainteneur de l'Académie des Jeux Floraux (1994) ;
- Médaille d'argent de l'Académie Nationale de l'Air et de l'Espace (1994) ;
- Chevalier de l'ordre national du Mérite (1995) ;
- Médaille W. Bjerkness de la Société Européenne de Géophysique (1999) ;
- Socio d’Onore della Societa Italiana per il Progresso della Scienze (2009);
- Chevalier de la Légion d'honneur (2011);
- Chevalier de l'ordre des Palmes académiques (2014).
- Membre correspondant de l'Académie des sciences (1990)[17]